# أندي مارينو
أندي مارينو (بالإنجليزية: Andy Marino)‏ هو كاتب للأطفال وكاتب أمريكي، ولد في 7 ديسمبر 1980.